# Ischnomantis spinigera
Ischnomantis spinigera es una especie de mantis de la familia Mantidae.

## Distribución geográfica
Se encuentra en Etiopía, Kenia, Somalia y  Uganda.